# Максим V
Патриа́рх Макси́м V (греч. Πατριάρχης Μάξιμος Ε΄, при рождении Ма́ксимос Вапордзи́с, греч. Μάξιμος Βαπορτζῆς; 26 октября 1897, Синоп, Османская империя — 1 января 1972, Фенербахче) — епископ Константинопольской православной церкви; с 1946 по 1948 годы — патриарх Константинопольский; с 1948 по 1972 годы — титулярный митрополит Эфесский.

## Биография
Родился 26 октября 1897 года в Синопе Понтийском, на севере черноморского побережья Турции. Окончил восьмилетнюю школу в Синопе. По рекомендации митрополита Амасийского Германа (Каравангелиса) в 1912 года поступил в Халкинскую богословскую школу, которая располагалась в Свято-Троицком монастыре на острове Халки в Мраморном море. Занятия в ней были прерваны в ходе первой мировой войны.
В 1916-1917 годы семинаристы были призваны в турецкую армию, Вапордзис служил в военном лагере Селимие (ныне в черте Стамбула). Там он серьезно заболел и вернулся в Стамбул, где поселился в монастыре в честь иконы Божией Матери «Живоносный Источник». 16 мая 1918 года принял монашеский постриг с сохранением крестильного имени и митрополитом Каллиопольским Константином (Койдакисом) был рукоположен во диакона. Летом 1918 года он был направлен служить и преподавать в Тире в Малой Азии. После возобновления работы Халкинской школы иеродиакон Максим продолжил в ней занятия и окончил ее в 1919 году.
Служил архидиаконом митрополитов Халкидонского Григория (Зервудакиса) и Эфесского Иоакима (Эвтииуса), а в 1920 году стал патриаршим архидиаконом в Константинополе.
Служил на разных секретарских постах в совете Халкинской богословской школы.
27 октября 1922 года патриарх Константинопольский Мелетий IV назначил его кодикографом, а 15 апреля 1924 года патриарх Константинопольский Григорий VII определил его младшим секретарём Священного синода. 17 декабря 1927 года стал главным синодальным секретарём.
1 января 1928 года в Патриаршем храме святого Георгия патриархом Константинопольским Василием III был рукоположён в сан священника и возведён в достоинство архимандрита.

### Митрополит
8 февраля 1930 года решением Священного синода Константинопольской православной церкви избран митрополитом Филадельфийским с оставлением в должности главного секретаря Священного синода.
9 марта 1930 года в патриаршем Георгиевском соборе состоялась его епископская хиротония, которую возглавил патриарх Константинопольский Фотий II.
16 мая 1931 года уволен от должности главного секретаря Священного синода.
С 9 сентября 1931 года по 28 июня 1932 года временно исполнял обязанности великого протосингела Константинопольской патриархии.
28 июня 1932 года стал митрополитом Халкидонским.
29 декабря 1935 года скончался патриарх Константинопольский Фотий II. Митрополит Максим считался ведущим кандидатом в патриархи, но префект Стамбула исключил его кандидатуру.
В течение всего последующего патриаршества Вениамина (январь 1936 — 17 февраль 1946) митрополит Максим был его советником, став ключевой фигурой со стороны Константинопольского патриархата в снятии 22 февраля 1945 года под давлением со стороны властей СССР и вопреки воле правительства Греции схизмы с Болгарской церкви. 

### Патриарх Константинопольский
20 февраля 1946 года избран на Константинопольский патриарший престол.
Стремясь расширить внешние связи Церкви, патриарх учредил информационную службу патриархии. Он направил четверых студентов на аспирантуру в западные страны, а также делегацию в только что основанный Всемирный совет церквей в 1948 году.
Своими энергичными действиями помог Константинопольской церкви вернуть себе ряд имений в Валукли и Спасский храм в Галате. Патриарх принял определяющее участие в решении Кипрского церковного вопроса в 1946 году.
На Пасху 1946 года был возобновлён обычай, выпавший из употребления после 1917 года, по которому дипломатический представитель России (в то время СССР) сопровождал ночью патриарха от патриаршей резиденции до храма.
Во время официального визита в мае 1947 года в раздираемую гражданской войной Грецию, будучи встречен с большим почётом самим королём, патриарх отказался определённо встать на сторону роялистов и осудить коммунистов. Вместо этого он призвал греческий народ прекратить «братоубийственное бичевание» и стремиться любовью залечить посеянную ненависть.
Хотя принято считать, что симпатизировал левым силам и имел тесные связи с Московским патриархатом, он не собирался отказываться от своих «вселенских» прерогатив или уступать их Русской церкви. Так, он продлил существование под своим омофором Западноевропейского экзархата русских церквей в 1946 году и воспрепятствовал намерению Московской патриархии провести в Москве всеправославное совещание в статусе вселенского собора.

### На покое
Под сильнейшим давлением турецких властей и греческого королевского правительства патриарх Максим был вынужден уйти на покой. 18 октября 1948 года патриарх подал председателю Синода митрополиту Халкидонскому Фоме (Саввопулосу) заявление об уходе на покой под предлогом болезни. Бывший патриарх Максим был назначен титулярным митрополитом Эфесским и оставался им до кончины, пребывая в стороне от внешнецерковных дел. На Константинопольском престоле его заместил архиепископ Северной и Южной Америки Афинагор (Спиру), прибывший в Стамбул на личном самолёте президента США Гарри Трумана. В аналитическом обзоре «Позиция коммунистического государства по отношению к православной церкви», составленном в 1952 году для американской разведки, прямо говорилось: «…тот факт, что патриарх Максим был вынужден подать в отставку, объясняется не только причиной нездоровья, но и политическими мотивами, так как, по мнению турецкого правительства, он не придерживался антисоветского направления».
В декабре 1948 — июне 1949 года находился на лечении в Швейцарии, впоследствии до конца жизни проживал в Фанараки (Фенербахче) близ Халкидона (Кадыкёя, ныне в черте Стамбула). Патриарх Афинагор лишил его права участия в заседаниях Синода, держал в изоляции и даже прекратил ему выплату патриаршего пособия. Патриархия не оказывала бывшему патриарху материальной и медицинской помощи. По словам самого Максима, его «безжалостно и немилосердно выбросили на улицу». Несколько человек, которым удалось увидеться с ним в конце 1950-х годов, свидетельствовали, что он не был ни душевнобольным, ни невменяемым. Когда в 1965 года патриарха Максима спросили, в чём была причина отставки, он с грустью ответил: «Hе стоит комментировать, каким образом они меня низложили». Духовные чада Максима, возведённые им в архиерейское достоинство, не сделали ничего для изменения его положения. 
В конце 1971 года заболел острой пневмонией. Умер 1 января 1972 года в Фенербахче. 4 января митрополит Халкидонский Мелитон (Хадзис) возглавил его отпевание, так как патриарх Афинагор был уже слаб. Захоронен в монастыре при храме Живоносного Источника.